# Haulepta sheasbyi
Haulepta sheasbyi är en tvåvingeart som beskrevs av Ronald Henry Lambert Disney 1997. Haulepta sheasbyi ingår i släktet Haulepta och familjen puckelflugor. Inga underarter finns listade i Catalogue of Life.